# Просикуряни
Просикур́яни (до 2012 — Просокиряни) — село в Сучевенській сільській громаді Чернівецького району Чернівецької області в Україні.

## Історія
З 24 серпня 1991 року село Просикуряни входить до складу незалежної України.

## Населення

### Мова
Розподіл населення за рідною мовою за даними перепису 2001 року:
| Мова       | Кількість | Відсоток |
| ---------- | --------- | -------- |
| румунська  | 197       | 56.13%   |
| українська | 152       | 43.30%   |
| російська  | 2         | 0.57%%   |
| Усього     | 351       | 100%     |